# Bathypogon nigrinus
Bathypogon nigrinus är en tvåvingeart som beskrevs av Ricardo 1912. Bathypogon nigrinus ingår i släktet Bathypogon och familjen rovflugor. Inga underarter finns listade i Catalogue of Life.